# 교황 에바리스토
교황 에바리스토(라틴어:  Evaristus, 이탈리아어:  Evaristo)는 제5대 교황(재위: 100년 ~ 107년)이다. 아리스토(Aristus)라고도 불린다. 《교황 연대표》에 따르면, 에바리스토는 베들레헴 출신의 그리스계 유대인이라고 한다. 기독교에 대한 박해가 일어났던 로마 황제 도미티아누스 치세 때에 클레멘스 1세의 뒤를 이어 교황으로 선출되었다.
에우세비오는 자신의 저서 《교회사》 제4권 1장에서 에바리스토는 8년간 교황직에 있다가 로마 황제 트라야누스 재위 12년에 선종했다고 기록하였다. 《교황 연대표》에서는 로마에 거주하는 사제들에게 로마 시내 성당 25곳을 분배하였으며, 일곱 명의 부제들로 구성된 부제단을 조직하였다고 기록하고 있다.
일반적으로 에바리스토는 순교한 것으로 여겨지지만, 《로마 순교록》에는 순교자라는 칭호를 붙이지 않았기 때문에 실제로 순교했는지 여부는 확인할 수가 없다. 사후 성인으로 시성되었으며, 축일은 10월 26일이다. 성 에바리스토의 시신은 바티칸에 있는 초대 교황 성 베드로의 무덤 옆에 안장되어 있다. 한편, 에바리스토의 교황 재위가 시작될 즈음에 사도 요한이 선종한 것으로 알려져 있다.

## 같이 보기
- 교황 목록